# 강수림
강수림(姜秀淋, 1947년 4월 13일~)은 대한민국의 정치인이다. 제14대 국회의원을 지냈다.

## 학력
- 국민대학교 법학과 졸업

## 경력
- 제14회 사법고시 합격
- 제4기 사법연수원 수료
- 서울동부지방검찰청검사
- 광주지방검찰청 검사
- 한국 실업테니스연맹 회장
- 천주교 정의구현 전국연합 인권위원장
- 민주당 인권위원장
- 국회 정치개혁 여야 6인 협상대표
- 민주당 당무위원
- 제14대 국회의원
- 대한민국헌정회 법.정관개정특별위원회 위원장

## 역대 선거 결과
|  | 35.50% |

|  | 15.42% |

## 같이 보기
- 성동구 병 (1988년 선거구)
- 서울 성동구의 국회의원